# Gerente gaivota

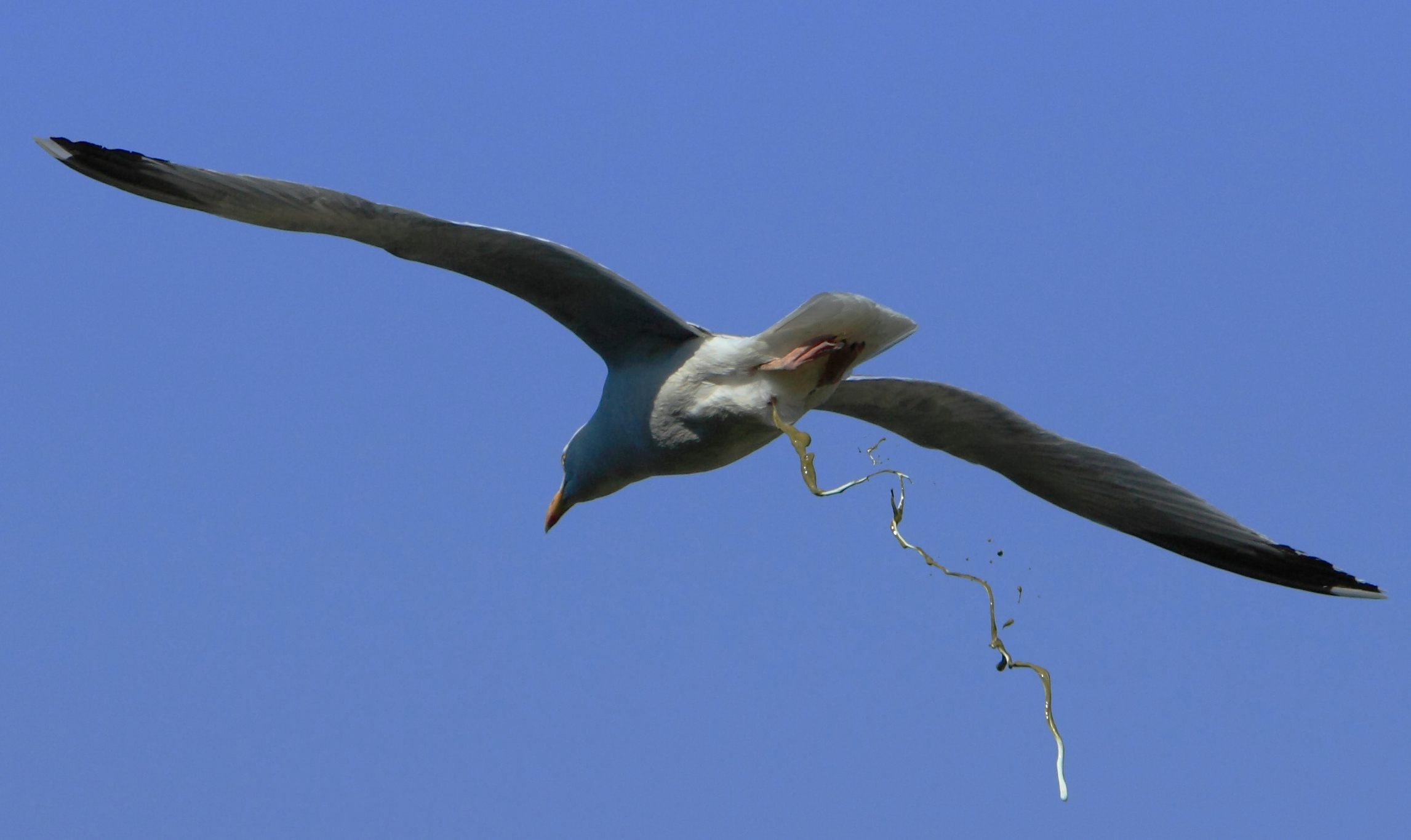
Uma Gaivota do Arenque Europeia defecando (Larus argentatus)

A Gestão Gaivota é um estilo de gestão em que um gerente só interage com os funcionários quando eles considerarem que surgiu um problema . A percepção é de que tal estilo de gestão envolve decisões precipitadas sobre coisas que eles têm pouco entendimento, resultando em uma situação caótica, que os outros têm de lidar. O termo se tornou popular através de uma piada do livro de Ken Blanchard's Liderança e a Um Minuto do Gestor (1985) : "Gestores gaivota chegam voando, fazem um monte de barulho, defecam sobre todo mundo, e em seguida, voam embora."
Como gerentes gaivota , apenas interagem com os funcionários quando há um problema, eles raramente oferecem elogio ou incentivo quando as coisas estão indo bem. Quando surgem problemas, eles muitas vezes procuram colocar a culpa em outras pessoas, e chamar a atenção para si a fim de parecerem importantes. Criticam os outros, mas pouco contribuem para a solução de um problema.
A estilo de gestão gaivota pode ser um indicativo de um gerente que é destreinado, inexperiente ou recém-nomeado.